# 冉安昌
冉安昌，巴东郡（今重庆市奉节县）人，隋朝末年民变领袖。
隋朝末年，冉安昌据巴东反隋。唐高祖武德四年（621年）四月，冉安昌归降唐朝。冉安昌担任招慰使，以务川县（今贵州省沿河县东）在牂柯要路，请唐朝朝廷设置务州。